# Guerre d'indipendenza italiane
Le guerre d'indipendenza italiane furono tre conflitti, avvenuti nel 1848-49, 1859-60 e 1866, che ebbero come esito l'estensione territoriale del Regno di Sardegna e la proclamazione del Regno d'Italia. Tali eventi furono gli episodi cardine del Risorgimento e furono il punto di arrivo della politica del Regno di Sardegna, guidato dal primo ministro conte di Cavour, e dei vari movimenti e gruppi (fra cui quelli ispirati da Giuseppe Mazzini) che a partire dalla fine delle guerre napoleoniche propugnavano l'unificazione delle terre abitate da italiani. 
Tale unificazione si realizzò come un'espansione, sancita da plebisciti, dello Stato sabaudo, sostenuto politicamente dall'Inghilterra liberale e dall'alleanza militare con l'Impero francese retto da Napoleone III prima e con la Prussia di Otto von Bismarck poi, ai danni dei preesistenti Stati formatisi nella penisola a seguito del Congresso di Vienna e dei possedimenti della Casa d'Asburgo.

## Prima guerra d'indipendenza
Ancor prima della dichiarazione di guerra contro l'Austria vi fu nel 1848 una serie di sanguinose insurrezioni anti-asburgiche nelle tre più importanti città del Lombardo-Veneto: l'8 febbraio a Padova, il 18 marzo a Milano durante le Cinque giornate e il 23 marzo anche Venezia aveva cacciato gli Austriaci, i quali si ritirarono nel cosiddetto "quadrilatero", ovvero una posizione strategica costituita da quattro fortezze (Verona, Peschiera del Garda, Legnago e Mantova), situate tra Lombardia e Veneto; fu proclamata quindi la Repubblica di San Marco.
Allora il re di Sardegna Carlo Alberto di Savoia, il 23 marzo 1848, si pose a capo di una coalizione di Stati italiani e dichiarò guerra all'Austria, nell'intento di conquistare il Regno Lombardo-Veneto. Nelle prime fasi la guerra fu favorevole alle truppe guidate da Carlo Alberto di Savoia, ma quando il Papa si ritirò dal conflitto poiché l'impero austriaco aveva minacciato uno scisma, la maggior parte degli stati italiani ritirò il proprio appoggio all'impresa. Rimase così solo il Piemonte sabaudo a combattere contro l'Austria.
Intanto in Toscana, il granduca Leopoldo II fu costretto alla fuga e i democratici diedero vita alla Repubblica Toscana. A Roma il Papa, Pio IX, dovette abbandonare la città rifugiandosi presso Gaeta e il 9 febbraio 1849 fu proclamata la Repubblica Romana, del cui governo fecero parte Mazzini e Garibaldi; presto gran parte delle città pontificie aderì alla repubblica.
La prima guerra d'indipendenza si concluse nel marzo del 1849, con la sconfitta di Novara, cui seguì l'abdicazione di Carlo Alberto in favore del figlio Vittorio Emanuele II. I motivi della sconfitta sono da ricercare anche in quella che Carlo Alberto chiamava "Guerra Regia", cioè prettamente sabauda. Egli, infatti, rifiutò di portare al seguito aggregazioni di volontari irregolari: tali scelte portarono non solo all'insuccesso ma anche ad un grande sacrificio di uomini: è da ricordare, a tal proposito, la cosiddetta Carica di Pastrengo, compiuta da 300 Carabinieri che con la loro azione permisero di salvaguardare il Sovrano piemontese.
Nonostante la fine della guerra tra il regno sabaudo e l'Austria, le lotte continuarono in varie città d'Italia: Brescia resistette nelle Dieci giornate, Livorno non aveva accettato la fine della Repubblica Toscana, la Repubblica di San Marco continuava a difendersi dall'esercito austriaco e la Repubblica Romana era attaccata da est dai francesi e da nord dagli austriaci, accorsi per ripristinare il dominio temporale del Papa.
Ad una ad una le città ancora ribelli cedettero sotto i colpi degli avversari: Brescia il 1º aprile, Livorno l'11 maggio, Bologna il 16 maggio, Ancona il 19 giugno, Roma il 3 luglio e infine Venezia il 23 agosto.

## Seconda guerra d'indipendenza
Nel 1852, Camillo Benso conte di Cavour diventò primo ministro del regno di Sardegna. Cavour portò una ventata innovativa nella pianificazione dell'unità. Anzitutto Cavour era consapevole del fatto che senza l'appoggio di una potenza europea non sarebbe stato mai possibile sconfiggere l'impero Asburgico e quindi iniziò ad attirare le attenzioni delle potenze continentali sulla questione Italiana. Presto Cavour si accorse che in nessuno stato europeo si aveva coscienza della situazione italiana; mise in atto allora varie iniziative diplomatiche. Una svolta importante si ebbe con lo scoppio della Guerra di Crimea; Cavour spinse il Regno di Sardegna a prendervi parte a fianco di Gran Bretagna, Francia e Impero Ottomano. L'intento era quello di rendere sempre più stretti i legami tra il regno sabaudo e le grandi potenze europee. L'iniziativa ebbe i frutti sperati dallo statista piemontese: al congresso di Parigi ebbe l'occasione di esporre di fronte ai rappresentanti dei maggiori stati europei l'importanza della questione italiana per il mantenimento della pace nel continente e i diplomatici inglesi e francesi sostennero le tesi di Cavour.
Significativo per rinforzare i buoni rapporti con l'imperatore francese Napoleone III fu l'invio a Parigi, come ambasciatrice, della donna considerata la più bella dello stato sabaudo, la contessa di Castiglione, amante del re Vittorio Emanuele II, di cui Napoleone III subì il fascino.
Il consenso ottenuto dopo la guerra di Crimea portò all'incontro segreto a Plombières tra Cavour e Napoleone III. Il patto prevedeva l'intervento francese a fianco del Regno di Sardegna in caso di aggressione da parte dell'Austria e, in caso di vittoria, l'annessione al regno sabaudo del Lombardo-Veneto; il sogno di Napoleone III era di prendere Vienna. Ora Cavour disponeva di un forte alleato; doveva però spingere l'Austria ad attaccare per prima.
Cavour inizia a spostare truppe sul confine sabaudo e a muoverle in su ed in giù per la linea: l'Austria cade nella trappola e fa giungere un ultimatum a Torino. Scaduto l'ultimatum, l'Impero asburgico attacca facendo scattare la clausola del patto e costringendo la Francia ad intervenire. La seconda guerra d'indipendenza italiana vede schierati da un lato la Francia e il Regno di Sardegna e dall'altro l'Austria. Gli eserciti franco-piemontesi, guidati da Napoleone III, sconfiggono gli austriaci nelle battaglie di Magenta e di Solferino e San Martino Successivamente, però, Napoleone III abbandonò la guerra, per il sanguinoso bilancio successivo alla Battaglia di Solferino e San Martino (per la Francia reduce dalle guerre Napoleoniche si trattava della prima vera guerra) e, altresì timoroso di un eventuale allargamento del conflitto in Europa centrale, avviò trattative con l'Austria, con la quale firmò l'armistizio l'11 luglio 1859, a Villafranca di Verona.
La Francia ottenne dall'Austria, che assolutamente non voleva trattare con i piemontesi, la Lombardia, con l'esclusione di Mantova. Cavour deluso dalla condotta francese, che non aveva rispettato i patti, e amareggiato dall'umiliazione di ricevere la Lombardia dalla Francia e non direttamente dall'Austria si dimise dall'incarico di primo ministro.
Nel 1860, a seguito di plebisciti, si ebbe l'annessione, al Regno di Sardegna, del Ducato di Parma e Piacenza, della Legazione delle Romagne, del Ducato di Modena e Reggio e della Toscana, dove un governo provvisorio si era insediato ponendo fine al Granducato di Toscana. Tali annessioni contrastavano però con quanto stabilito alla fine della guerra tra Austria e Francia nella Pace di Zurigo.
La Francia e il Piemonte convennero infine che quanto promesso e non mantenuto dall'alleanza sardo-francese, e cioè l'annessione dell'intero Lombardo-Veneto, poteva essere sostituito con l'annessione dei territori suddetti. Per cui il 24 marzo 1860 il Regno di Sardegna cedette alla Francia quanto previsto dai patti in cambio del Lombardo-Veneto: la Savoia e la provincia di Nizza.
Venezia rimane sotto il controllo austriaco, lo Stato Pontificio, amputato delle Romagne, sotto il governo del Papa e il Regno delle due Sicilie sotto la monarchia assoluta dei Borbone. Intanto, nel 1859, era morto Ferdinando II, re delle Due Sicilie, ed era salito al trono il figlio Francesco II; nel regno sabaudo fu richiamato al governo Cavour.

## Spedizione dei Mille
Il 5 maggio 1860, Giuseppe Garibaldi, contro il parere di Cavour, che temeva una risposta francese, salpò con i Mille da Quarto, nei pressi di Genova, dando avvio alla famosa Spedizione. Il nizzardo, con l'appoggio di Vittorio Emanuele II, avanzò rapidamente risalendo lo stivale.
Nel frattempo l'esercito sardo batteva quello pontificio nella Battaglia di Castelfidardo, che permise l'annessione delle Marche e dell'Umbria al Regno di Sardegna. In seguito all'incontro tra Giuseppe Garibaldi e Vittorio Emanuele II, avvenuto nella città di Teano, anche tutte le regioni del sud entrarono nel regno sabaudo.
Con un'Italia oramai unificata dalle Alpi alla Sicilia (ma ancora mancante del Triveneto e del Lazio), il 17 marzo 1861, il parlamento nazionale riunito a Torino (capitale del nuovo Stato) proclamò la trasformazione del Regno di Sardegna in Regno d'Italia di cui quindi Vittorio Emanuele II fu il primo re.

## Terza guerra d'indipendenza
Alla completa riunificazione dell'Italia mancavano ancora la conquista del Veneto annesso nel 1866, di Roma annessa nel 1870, di Trento con il Trentino e di Trieste con la Venezia Giulia, annessi tra il 1915-1918 (prima guerra mondiale). Il nuovo Stato italiano era poco incline a iniziare una nuova guerra, mentre i rivoluzionari italiani puntavano ad azioni come la Spedizione dei Mille che sfruttando l'appoggio della popolazione locale permettesse la liberazione dei territori. Una spedizione di Garibaldi contro lo Stato Pontificio fu fermata dallo stesso esercito italiano, che temeva una guerra con la Francia, allora protettrice dello Stato Pontificio. Nel 1866 il regno d'Italia si alleò con la Prussia contro l'Austria. La guerra sul fronte italiano fu segnata da alterne vicende, ma la vittoria prussiana consentì al Regno d'Italia di annettere il Veneto e parte del Friuli.

## Roma capitale
Fin dalle prime riunioni del parlamento italiano, era stato dichiarato il programma di rendere Roma capitale del regno. Lo Stato Pontificio rimaneva però ancora al papa e comprendeva una buona parte del centro Italia; tuttavia il Regno d'Italia aveva firmato la Convenzione di settembre con la Francia, in cui si impegnava a non occupare Roma. Le cose cambiarono nel 1870, quando scoppiò la guerra Franco-Prussiana; l'efficientissima macchina da guerra del cancelliere Otto von Bismarck e di Guglielmo I ottenne una schiacciante vittoria sulla Francia. Dopo la sconfitta francese l'Italia non si sentì più obbligata dal patto sottoscritto con l'imperatore francese, ormai decaduto. Inoltre la guarnigione francese a difesa di Roma era stata ritirata e il papa Pio IX si rifiutava di trattare. Vittorio Emanuele II fece allora avanzare il suo esercito verso Roma. Il 20 settembre 1870, un reparto di bersaglieri aprì la breccia di Porta Pia ed entrò in Roma; fu la fine della storia millenaria dello Stato della Chiesa. La reazione del Papa non si fece attendere: nonostante l'Italia avesse approvato la Legge delle Guarentigie in cui si concedevano al pontefice il Palazzo Pontificio, i palazzi del Vaticano e un indennizzo annuo in denaro, Pio IX rifiutò di trattare e ribadì la sua disposizione ai cattolici di non partecipare alla vita politica del Regno italiano (non expedit). Dopo il plebiscito del 2 ottobre 1870 che sancì l'annessione di Roma al Regno d'Italia, il 3 febbraio 1871 la capitale d'Italia divenne definitivamente Roma.

## Prima guerra mondiale
Una parte della storiografia italiana vide la prima guerra mondiale sul fronte italiano come una sorta di quarta guerra d'indipendenza; Antonio Salandra, allora primo ministro, commentando alla Camera dei Deputati l'entrata in guerra del paese, affermò che il destino aveva data alla presente generazione il compito di completare l'opera del Risorgimento. L'interpretazione della prima guerra mondiale come parte integrante del processo risorgimentale è ancora sostenuta da un modello storiografico che parla di "Risorgimento lungo" intendendo tutto il periodo dalla fine del XVIII secolo fino alla fine della Grande guerra, visto come periodo di costruzione della nazione italiana, interpretazione storiografica sostenuta anche da storici non italiani come Gilles Pécout.
Va tra l'altro notato che il tema della necessità di una "quarta guerra d'indipendenza" contro l'Austria cominciò a svilupparsi fin dagli ultimi decenni del XIX secolo, nell'ambito delle correnti di pensiero legate all'irredentismo italiano; anche la guerra italo-turca fu vista, in ambito irredentista, come facente parte di tale tematica.
Il conflitto cominciato in Italia il 24 maggio 1915 con la dichiarazione di guerra da parte dell'Italia all'Austria-Ungheria, si sarebbe poi concluso il 4 novembre 1918 con il dissolvimento dell'Impero austro-ungarico e l'annessione all'Italia di parte dei territori promessi in seguito ai patti segreti di Londra stipulati dal Regno d'Italia con i paesi della Triplice intesa.
Con Trento e Trieste annesse al territorio italiano si concluse il processo di unificazione.
Il trattato di Saint-Germain-en-Laye del 1919 non garantì però tutti i territori promessi all'Italia dall'Intesa, infatti rimase irrisolto il problema di Fiume, che non fu annessa e divenne motivo di scontro tra l'Italia e le potenze alleate.